# Abborrtjärnen (Ekshärads socken, Värmland)
Abborrtjärnen är en sjö i Hagfors kommun i Värmland och ingår i Göta älvs huvudavrinningsområde. Sjön har en area på 0,069 kvadratkilometer och ligger 236,5 meter över havet.

## Delavrinningsområde
Abborrtjärnen ingår i det delavrinningsområde (666635-136033) som SMHI kallar för Utloppet av Älvtjärnen. Medelhöjden är 242 meter över havet och ytan är 14,01 kvadratkilometer. Räknas de 3 avrinningsområdena uppströms in blir den ackumulerade arean 47,22 kvadratkilometer. Björka älv (Björknan) som avvattnar avrinningsområdet har biflödesordning 3, vilket innebär att vattnet flödar genom totalt 3 vattendrag innan det når havet efter 356 kilometer. Avrinningsområdet består mestadels av skog (78 procent). Avrinningsområdet har 0,92 kvadratkilometer vattenytor vilket ger det en sjöprocent på 6,5 procent.